# Kostel svatého Jiljí (Dolní Dunajovice)
Kostel svatého Jiljí je římskokatolický chrám v obci Dolní Dunajovice v okrese Břeclav. Je chráněn jako kulturní památka České republiky. Jde o farní kostel farnosti Dolní Dunajovice.

## Historie
Jádro kostela pochází z první poloviny 14. století. Přibližně v polovině století sedmnáctého bylo zaklenuto kněžiště s lodí a přistavěna sakristie. Zřejmě Karel Jan Hromádko kolem roku 1764 zvětšil loď směrem k západu a jedna klenba a vstupní útvar s věží.byl vystavěn ve druhé polovině osmnáctého století. Zhruba v polovině 19. století byla rozšířena kruchta o dřevěný balkón. 

## Popis
Jedná se o jednolodní stavbu s odsazeným kněžištěm, k nimž na východní straně přiléhá sakristie obdélníkového půdorysu, na jihu hranolová kaple. Boční zdi lodi jsou opatřeny odstupňovanými opěrnými pilíři. V hladkých fasádách jsou prolomena velmi nízká okna. Zvonici zapojenou do západního průčelí člení nárožní pilastry. Hlavní vstup do kostela je v ose západního průčelí, boční v podélných zdech přístavby. Kněžiště a sakristie jsou zaklenuty valeně, boční kaple je přístupná z kněžiště otvorem dosahujícícm až ke klenbě. Podkruchtí je zaklenuto valeně, dřevěný balkón podepírá dvojice litinových sloupů.